# Улица Марьинский Парк
У́лица Ма́рьинский Па́рк — улица на юго-востоке Москвы в районах Марьино и Люблино, проходит от Перервинского бульвара до улицы Перерва.

## Происхождение названия
Названа в 2001 году по муниципальному району Марьино Юго-Восточного административного округа, жилому району Марьинский Парк и парку 850-летия Москвы, расположенному вдоль берега Москвы-реки. Бывший Проектируемый проезд № 933. Улица Марьинский парк заканчивается в районе Люблино, и почти на всём протяжении граничит с парком. Имеется площадка для запуска летающих моделей.

## Транспорт

### Автобусы
- С4: Ул. Головачёва — МЦД Печатники
- С797: Ул. Головачёва — Братеевская пойма.
- 201: Ставропольский проезд - МЦД Люблино
- 751: Ставропольский проезд - метро Каширская
- 551: Ставропольский проезд - метро «Выхино»
- 657: Ставропольский проезд - метро Марьино
- 853: метро «Братиславская» — улица Марьинский Парк (кольцевой).
- 957 метро Марьино (южный вестибюль) - метро Марьино